# Lac Kaaripetik
Lac Kaaripetik är en sjö i Kanada.   Den ligger i regionen Mauricie och provinsen Québec, i den sydöstra delen av landet, 240 km nordost om huvudstaden Ottawa. Lac Kaaripetik ligger 401 meter över havet. Den ligger vid sjöarna  Lac des Pionniers och Lac Travers.
I omgivningarna runt Lac Kaaripetik växer i huvudsak blandskog. Trakten runt Lac Kaaripetik är nära nog obefolkad, med mindre än två invånare per kvadratkilometer.